# Intel 80486
L'Intel 80486 o Intel i486 (abbreviazioni comuni: "Intel 486", "80486", "i486", "486") è una famiglia di microprocessori monolitici general purpose x86 prodotti da Intel tra il 1989 e il 2007.
Predecessore dell'Intel 80486 è stato l'Intel 80386. Successore dell'Intel 80486 è stato l'Intel Pentium.

## Storia
Fu introdotta una versione di 80486 a 25 MHz nell'aprile del 1989, una a 33 MHz nel maggio 1990, e una a 50 MHz nel giugno 1991. Nel maggio 2006 Intel ha annunciato che la produzione dell'80486 sarebbe cessata alla fine di settembre 2007.
Nonostante la famiglia di microprocessori 80486 sia da molto tempo troppo lenta per le applicazioni odierne, Intel ha continuato comunque a produrla per sistemi embedded.

## Descrizione

Diagramma a blocchi della microarchitettura dell'Intel i486DX2

Da un punto di vista software l'80486 era molto simile al predecessore 80386, se non per l'aggiunta di alcune istruzioni. Da un punto di vista hardware invece questo processore è molto innovativo: possiede una memoria cache di 8 kB unificata per dati e istruzioni, un'ulteriore unità di calcolo in virgola mobile (opzionale, inclusa solo nelle versioni DX, DX2 e DX4), una bus interface unit migliorata, e le caratteristiche di Power management e l'SMM (System Management Mode) che divennero standard nel processore. In condizioni ottimali, questo processore poteva eseguire un'istruzione per ciclo di clock. Questi miglioramenti permisero all'80486 di offrire prestazioni quasi doppie a quelle del predecessore, a parità di frequenza di clock. Ciò nonostante, alcuni dei modelli di fascia più bassa (specialmente le prime versioni SX a 16 e 25 MHz) erano effettivamente inferiori rispetto agli 80386DX più veloci (33 e 40 MHz).
L'80486 è capace di operare fino a 41 milioni di istruzioni per secondo.

## Modelli principali e varianti
Come per l'Intel i386, suo predecessore, dell'Intel i486 sono state prodotte e commercializzate numerose versioni. La gamma di frequenza di clock del core include 16, 20, 25, 33, 40, 50, 66, 75 e 100 MHz.

### Modelli principali

#### Intel i486DX
L'Intel i486DX o Intel 80486DX è stato il primo modello di microprocessore Intel i486 commercializzato. Inizialmente è stato noto semplicemente come "Intel i486" o "Intel 80486". Le lettere "DX" sono state aggiunte nel brand name e nel part number in seguito alla commercializzazione dell'Intel i486SX (il secondo modello di microprocessore Intel i486 commercializzato).

#### Intel i486SX

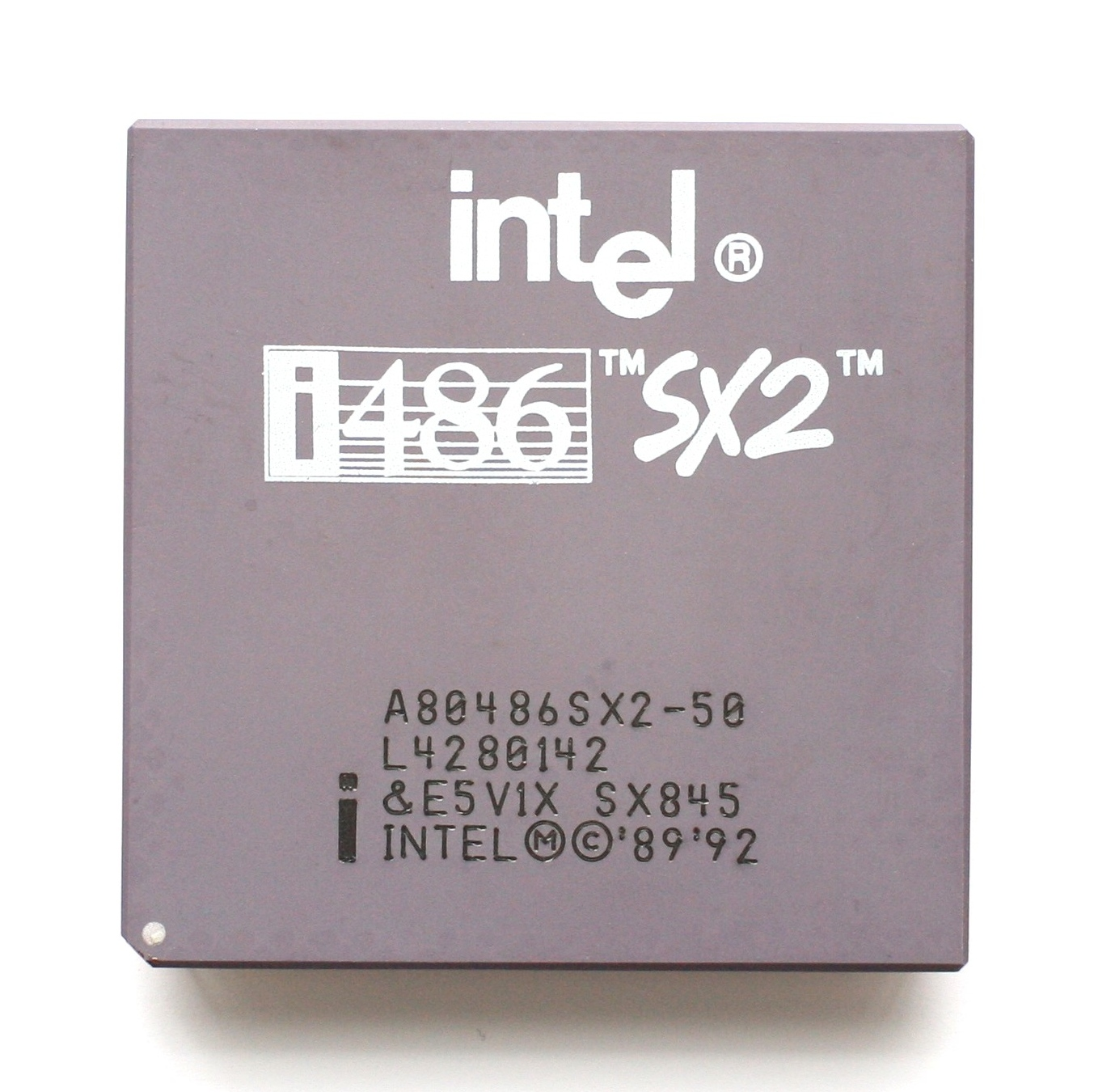
Un microprocessore Intel i486SX2

L'Intel i486SX o Intel 80486SX è un Intel i486DX con la FPU disabilitata o assente. I primi esemplari di Intel i486SX commercializzati sono degli Intel i486DX con la FPU difettosa e quindi disabilitata. In seguito sono stati prodotti e commercializzati anche Intel i486SX privi di FPU in modo da ridurre la superficie del die e quindi i costi di produzione del microprocessore. L'Intel i486SX nasce quindi come modo per recuperare microprocessori destinati alla distruzione.

#### Intel i486SX2
L'Intel i486SX2 o Intel 80486SX2 è un Intel i486SX con frequenza di clock del core doppia rispetto alla frequenza di clock del Front-Side Bus.

#### Intel i486GX

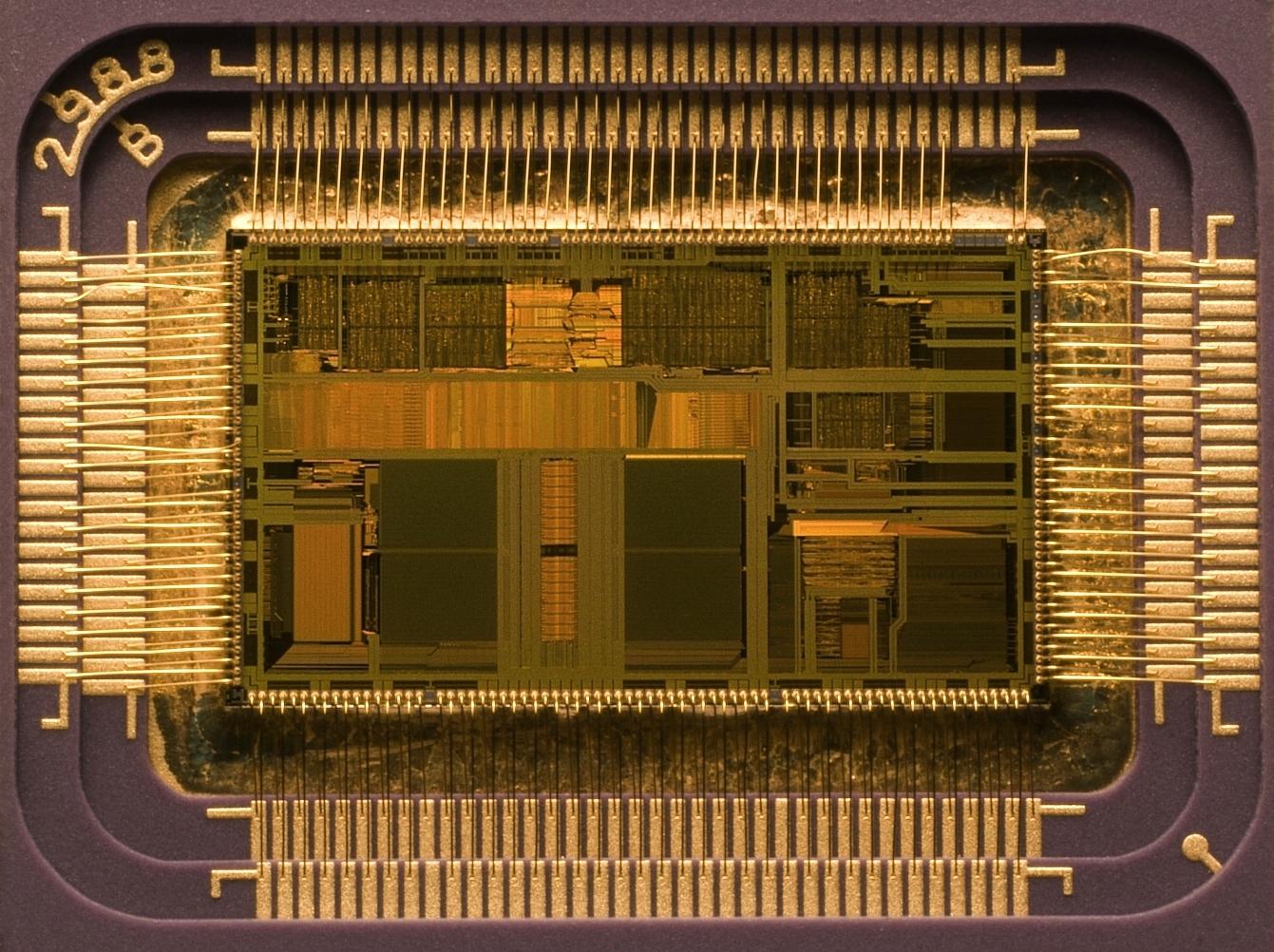
Die di un microprocessore Intel i486DX2 nella sede definitiva prima di essere richiuso

L'Intel i486GX o Intel 80486GX è un Intel i486SX con un bus dati esterno a 16 bit e un consumo di energia molto più basso, caratteristica quest'ultima che lo rende adatto ai computer portatili alimentati a batteria elettrica. L'Intel i486GX è l'unico modello di microprocessore Intel i486 dotato di bus dati esterno a 16 bit (tutti gli altri modelli di microprocessori Intel i486 hanno un bus dati esterno a 32 bit).

#### Intel i486DX2
L'Intel i486DX2 o Intel 80486DX2 è un Intel i486DX con frequenza di clock del core doppia rispetto alla frequenza di clock del Front-Side Bus.

#### Intel i486SL

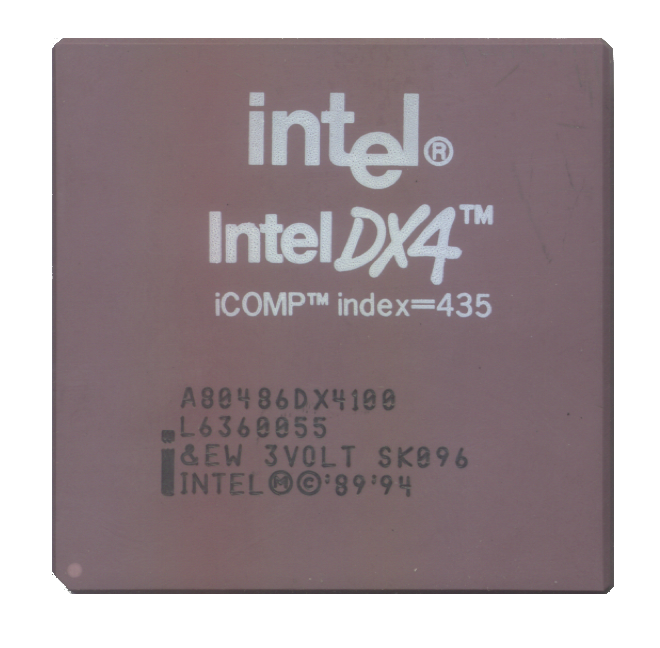
Un microprocessore Intel DX4

L'Intel i486SL o Intel 80486SL è un Intel i486DX con un circuito per la gestione dell'energia. Soprattutto per l'uso nei computer portatili.

#### Intel i486SL-NM
L'Intel i486SL-NM è un Intel i486SX con un circuito per la gestione dell'energia.

#### Intel DX4
L'Intel DX4 o Intel 80486DX4 è un Intel i486DX con frequenza di clock del core tripla (non quadrupla come spesso si crede) rispetto alla frequenza di clock del Front-Side Bus. Rispetto a tutti gli altri modelli di microprocessori Intel i486, l'Intel DX4 ha anche una memoria cache doppia (16 kB). Stranamente per questo modello di microprocessore non è stato utilizzato "i486" nel brand name.

#### Intel 486 esemplari produzione 2007

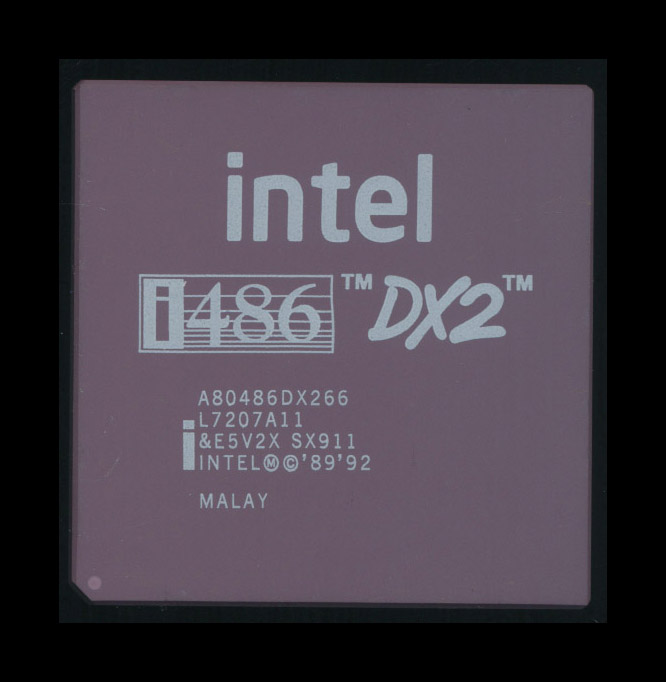
Intel i486 DX2 66 MHz prodotto nel 2007 con logo intel moderno

Gli ultimi esemplari costruiti alla fine del 2007 riportano stampigliato un'unione di logo del modello (i486) con la grafica anni 80 e il logo Intel introdotto nel 2006 con carattere tipografico diverso.

### Principali differenze
La tabella sottostante mostra le principali differenze tra i modelli di microprocessori Intel i486, varianti comprese. In particolare di ogni variante viene riportato il part number, la frequenza di clock del core e del Front-Side Bus, la presenza o l'assenza di una FPU funzionante, la quantità e la tipologia di memoria cache incorporata, il voltaggio dell'alimentazione elettrica del core (il cosiddetto "V core"), la tipologia del package e il numero di piedini presenti nel package. Infine, nell'ultima colonna della tabella, viene indicato se il microprocessore è predisposto per essere montato su socket oppure è un surface mounting device.
| modello       | part number      | frequenza | frequenza | FPU | memoria cache | memoria cache | V core | package   | package | socket/SMD |
| modello       | part number      | core      | FSB       | FPU | quantità      | tipologia     | V core | tipologia | pin     | socket/SMD |
| ------------- | ---------------- | --------- | --------- | --- | ------------- | ------------- | ------ | --------- | ------- | ---------- |
| Intel i486SX  | A80486SX-16      | 16 MHz    | 16 MHz    | no  | 8 kB          | write-through | 5 V    | CPGA      | 168     | socket     |
| Intel i486SX  | KU80486SX-16     | 16 MHz    | 16 MHz    | no  | 8 kB          | write-through | 5 V    | PQFP      | 196     | SMD        |
| Intel i486SX  | A80486SX-20      | 20 MHz    | 20 MHz    | no  | 8 kB          | write-through | 5 V    | CPGA      | 168     | socket     |
| Intel i486SX  | KU80486SX-20     | 20 MHz    | 20 MHz    | no  | 8 kB          | write-through | 5 V    | PQFP      | 196     | SMD        |
| Intel i486SX  | A80486SX-25      | 25 MHz    | 25 MHz    | no  | 8 kB          | write-through | 5 V    | CPGA      | 168     | socket     |
| Intel i486SX  | KU80486SX-25     | 25 MHz    | 25 MHz    | no  | 8 kB          | write-through | 5 V    | PQFP      | 196     | SMD        |
| Intel i486SX  | A80486SX-33      | 33 MHz    | 33 MHz    | no  | 8 kB          | write-through | 5 V    | CPGA      | 168     | socket     |
| Intel i486SX  | KU80486SX-33     | 33 MHz    | 33 MHz    | no  | 8 kB          | write-through | 5 V    | PQFP      | 196     | SMD        |
| Intel i486SX  | SB80486SX-33     | 33 MHz    | 33 MHz    | no  | 8 kB          | write-through | 3,3 V  | PQFP      | 196     | SMD        |
| Intel i486SX  | FA80486SX33      | 33 MHz    | 33 MHz    | no  | 8 kB          | write-through |        |           |         | SMD        |
| Intel i486GX  | FA80486GX33      | 33 MHz    | 33 MHz    | no  | 8 kB          | write-through | 3,3 V  | TQFP      | 176     | SMD        |
| Intel i486SX2 | A80486SX2-50     | 50 MHz    | 25 MHz    | no  | 8 kB          | write-through | 5 V    | CPGA      | 168     | socket     |
| Intel i486DX  | A80486DX-25      | 25 MHz    | 25 MHz    | sì  | 8 kB          | write-through | 5 V    | CPGA      | 168     | socket     |
| Intel i486DX  | A80486DX-33      | 33 MHz    | 33 MHz    | sì  | 8 kB          | write-through | 5 V    | CPGA      | 168     | socket     |
| Intel i486DX  | A80486DX-50      | 50 MHz    | 50 MHz    | sì  | 8 kB          | write-through | 5 V    | CPGA      | 168     | socket     |
| Intel i486SL  | KU80486SL-20     | 20 MHz    | 20 MHz    | sì  | 8 kB          | write-through | 3,3 V  | PQFP      | 196     | SMD        |
| Intel i486SL  | KU80486SL-25     | 25 MHz    | 25 MHz    | sì  | 8 kB          | write-through | 3,3 V  | PQFP      | 196     | SMD        |
| Intel i486SL  | KU80486SL-33     | 33 MHz    | 33 MHz    | sì  | 8 kB          | write-through | 3,3 V  | PQFP      | 196     | SMD        |
| Intel i486DX2 | A80486DX2-40     | 40 MHz    | 20 MHz    | sì  | 8 kB          |               | 5 V    | CPGA      | 168     | socket     |
| Intel i486DX2 | SB80486DX2-40    | 40 MHz    | 20 MHz    | sì  | 8 kB          |               | 3,3 V  | PQFP      | 208     | SMD        |
| Intel i486DX2 | A80486DX2-50     | 50 MHz    | 25 MHz    | sì  | 8 kB          |               | 5 V    | CPGA      | 168     | socket     |
| Intel i486DX2 | SB80486DX2-50    | 50 MHz    | 25 MHz    | sì  | 8 kB          |               | 3,3 V  | PQFP      | 208     | SMD        |
| Intel i486DX2 | A80486DX2-66     | 66 MHz    | 33 MHz    | sì  | 8 kB          |               | 5 V    | CPGA      | 168     | socket     |
| Intel DX4     | A80486DX4-75     | 75 MHz    | 25 MHz    | sì  | 16 kB         | write-through | 3,3 V  | CPGA      | 168     | socket     |
| Intel DX4     | A80486DX4WB-75   | 75 MHz    | 25 MHz    | sì  | 16 kB         | write-back    | 3,3 V  |           |         |            |
| Intel DX4     | FC80486DX4-75    | 75 MHz    | 25 MHz    | sì  | 16 kB         | write-through | 3,3 V  | PQFP      | 208     | SMD        |
| Intel DX4     | FC80486DX4WB-75  | 75 MHz    | 25 MHz    | sì  | 16 kB         | write-back    | 3,3 V  |           |         |            |
| Intel DX4     | A80486DX4-100    | 100 MHz   | 33 MHz    | sì  | 16 kB         | write-through | 3,3 V  | CPGA      | 168     | socket     |
| Intel DX4     | A80486DX4WB-100  | 100 MHz   | 33 MHz    | sì  | 16 kB         | write-back    | 3,3 V  |           |         |            |
| Intel DX4     | FC80486DX4-100   | 100 MHz   | 33 MHz    | sì  | 16 kB         | write-through | 3,3 V  | PQFP      | 208     | SMD        |
| Intel DX4     | FC80486DX4WB-100 | 100 MHz   | 33 MHz    | sì  | 16 kB         | write-back    | 3,3 V  |           |         |            |

## Altri modelli
Microprocessori che possono essere considerati appartenenti alla famiglia Intel i486, anche se hanno un nome diverso, sono stati prodotti sia dall'Intel Corporation che da altri produttori.

### Intel Corporation

#### Intel RapidCAD
L'Intel RapidCAD è un Intel i486DX in package CPGA a 132 pin e privo di memoria cache. Questo modello di microprocessore può essere montato al posto di un Intel i386DX ed è destinato a migliorare le prestazioni dei computer basati su tale microprocessore.

#### Intel OverDrive
L'Intel OverDrive è un Intel i486SX, i486SX2, i486DX2 o i486DX4. Descritti come processori per l'upgrade, alcuni modelli avevano differenti attacchi o abilità di gestione del voltaggio rispetto agli ordinari chip della stessa velocità.

### Altri produttori
Gli Intel i486 furono prodotti sotto licenza, o analizzati e riprogettati, da aziende come IBM, Texas Instruments, STMicroelectronics, AMD e Cyrix. Alcuni di questi microprocessori erano identici nelle specifiche e nelle prestazioni agli originali, altri no.